# Kentauromachie

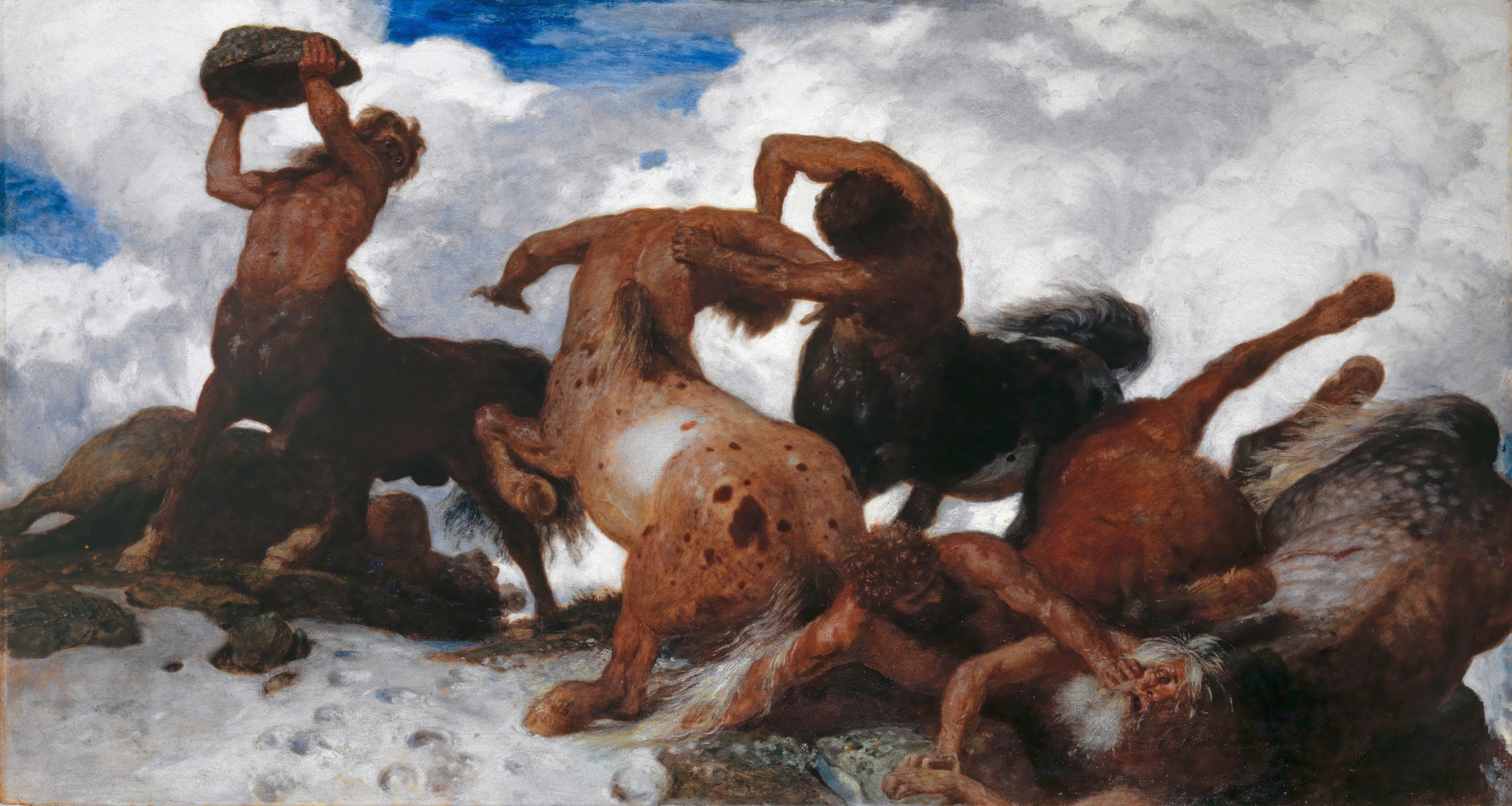
Arnold Böcklin 1872/73

Die Kentauromachie, griech. κενταυρομαχία, kentauromachía, zusammengesetzt aus Κένταυρος, Kéntauros, Kentaur und μάχη, máchē, Kampf, Schlacht, lateinisch mit abweichender Betonung auf der drittletzten Silbe Centauromáchia, deutsch auf der letzten Silbe Kentauromachíe, übersetzt Kentaurenkampf, ist ein griechisch-thessalischer Mythos. Er thematisiert den Kampf zwischen den Kentauren (Pferdemenschen) und den Lapithen (sagenhaftes Volk), letztere unterstützt von einigen Argonauten-Helden. Der Kampf beginnt auf der Hochzeit des Peirithoos und endet nach einem blutigen Gemetzel mit der Vernichtung der Kentauren. Zuerst erwähnt in Homers Ilias, ausführlich ausgemalt in Ovids Metamorphosen, ist die Kentauromachie seit der frühesten Antike ein beliebter Gegenstand der bildenden Künste.

## Der Mythos
Die folgende Nacherzählung des Mythos orientiert sich überblicksartig an den Quellen in chronologischer Reihenfolge.
Ovid schildert das Geschehen als einziger in aller Ausführlichkeit: Hochzeit, Ausbruch des Kampfs, Kampfhandlungen, Gebrauch der Waffen, tödliche Attacken, Wunden, wer hat wen getötet, Tod und Metamorphose des Kaineus. So steht Ovids Kentauromachie im Zentrum der Überlieferung. Vor Ovid setzt Homer den Rahmen für die zukünftigen Autoren, nach Ovid gibt es nur noch kurze Zusammenfassungen und kleine Ergänzungen.
Claudius Aelianus (2./3. Jahrhundert n. Chr.) nennt einen gewissen Melisander (Melisandros von Milet), der schon vor Homer den Kampf erzählt habe (Text, siehe unten Quellen). Da von diesem vorhomerischen Autor nichts erhalten ist, beginnt die Überlieferung mit Homer.

### Beginn mit Homer
Nestor, der an der Kentauromachie teilnahm, sagt in der Heeresversammlung vor Troja, dass er zusammen mit den alten Helden über die „Bergbewohner“ (ὀρεσκῴοισι, oreskōisi), das sind die Kentauren, nicht obsiegen konnte: „Doch jene (Kentauren) vermöchte / 272 keiner, so viel nun leben des Menschengeschlechts, zu bekämpfen“ (Ilias 1, 271–272.) Diese Übertreibung, die schiere Unüberwindbarkeit des Gegners, setzt Homer als rhetorisches Mittel ein, mit dem Nestor sein eigenes Ansehen steigern und so seine Beratungskompetenz im Streit zwischen Achill und Agamemnon hervorheben kann. Wer damals so große Kämpfe führte, ist auch jetzt der beste Berater.
In der zweiten Textstelle stellt Homer das schon anders dar, die Lapithen obsiegen: Doch sei es dem Peirithoos gelungen, die „Ungeheuer“ (Φῆρας, thēras; Ilias 2, 743) aus dem Gebirgszug des Pelion in das Gebiet der Äthiker (Stamm in Thessalien) zu vertreiben.
Die dritte Textstelle bietet weitere Informationen: Ursache des Konflikts sei der Kentaur Eurytion gewesen, der sich in seiner Trunkenheit auf dem „Fest der Lapithen“ (Hochzeit) schlecht benommen habe und dem die Gastgeber zur Strafe Ohren und Nase abschnitten: „Hierauf folgte der blutige Krieg der Kentauren und Männer“ (Odyssee 21, 303).
Diese drei kurzen homerischen Erzählungen bieten Handlungsrahmen und Setting für die Ausgestaltung der Kentauromachie durch die späteren Autoren, von Hesiod bis Strabon, dann Ovid und schließlich von Valerius Flaccus bis Hyginus.

### Hesiod bis Strabon
Hesiod nennt weitere Namen der Kombattanten und als erster ihre typischen Waffen: Die Lapithen unter der Führung des Peirithoos, bewehrt mit Speeren, werden von den Kentauren unter Führung des Petraeus mit Tannen angegriffen und es kommt zur Schlacht: „185 Alle gesamt nun stürmten, wie Lebende, gegen einander, / lange Speer' und Tannen in schrecklicher Näh' ausstreckend“ (Schild des Herakles 185). Theognis von Megara ergänzt, der „Hochmut“ (ὕβρις, hýbris, Übermut) der Kentauren habe sie zu Grunde gerichtet. Dass sie aus Trunkenheit übermütig wurden, muss man gedanklich ergänzen. Auf der Françoisvase finden sich mehrere Namen der Kämpfer. Pindar schildert als erster den Tod des unverwundbaren Kaineus, der von nun an im Mythos eine größere Rolle spielen wird. Apollonios von Rhodos malt Kaineus' Kampf und Tod weiter aus, der, obwohl unverwundbar, den Erstickungstod erleidet: „Ungebeugt, ungebrochen entschwand er (Kaineus) unter die Erde, / von der geschleuderten Wucht hochstämmiger Tannen belastet.“ Diodor ergänzt einen tieferen Grund für den blutigen Konflikt, Peirithoos habe den Kentauren – sie stammten vom gleichen Vater Ixion ab – ihr Erbe vorenthalten und seien deshalb von den Kentauren angegriffen worden. Weiterhin spricht er die vorher immer nur angedeutete Vergewaltigung der Lapithen-Frauen auf der Hochzeit deutlich aus. Während einer Versöhnungsphase sei diese der Anlass für das erneute Ausbrechen der Kampfes gewesen: „In der Trunkenheit thaten Diese (die Kentauren) den Weibern (der Lapithen), die bei dem Gastmahl waren, Gewalt an und schwächten sie.“
Auch Vergil betont die Wirkung des Alkohols, dem die Kentauren nicht gewachsen waren und sie zum verbrecherischen Verhalten verführte.
Als erster bringt Properz den „Raub“ der Braut Hippodameia durch die betrunkenen Kentauren ins Spiel, der fürderhin Hauptanlass für die Gewalteruption bleiben wird. Strabon ergänzt geographische Angaben und wiederholt Homers Vertreibung der Kentauren vom Pelion durch Peirithoos.

### Höhepunkt mit Ovid
Ovid bietet im Vergleich zu den anderen Autoren viele Namen, wobei unklar bleibt, welche er dazu erfand, welche er aus anderen Quellen übernehmen konnte. Außerdem unterbricht er, der „tenerorum lusor amorum, der Dichter zärtlicher Liebschaften“ (Tristia 4, 10, 1), die blutige Schlacht mit einer Liebesgeschichte des Kentaurenpaars Kyllarus und Hylonome und lässt das Gemetzel in einer versöhnlichen Metamorphose des Kaineus enden. Ovid lässt Nestor vor Troja die Kentauromachie erzählen, war er doch selbst dabei, so „dass die Kampfschilderungen in der Erzählung Nestors eine Verbindung zu der mythischen Epoche (vor Troja) herstellen. Es wird an eine Generation noch größerer und heldenhafterer Heroen erinnert.“
Ovids Schlachtgetümmel in Kurzform: Peirithoos und Hippodameia feiern Hochzeit; Eurytion entführt die Braut; Theseus drängt Eurytion zurück und rettet sie; Eurytion schlägt mit der Faust auf Theseus’ Brust; Theseus wehrt sich und erschlägt Eurytion mit einem Krug; die anderen Kentauren sind wütend und werfen Becher, Näpfe, Töpfe auf die Lapithen; Kentaur Amycus erschlägt mit einem Leuchter den Keladon; Pelates erschlägt den Amycus mit einem Tischbein; Kentaur Gryneus erschlägt mit dem Hausaltar den Broteas und den Orius; Exadius ersticht mit einem Hirschgeweih den Gryneus; Kentaur Rhoetus trifft mit einem brennenden Scheit den Charaxus; Charaxus wirft eine steinerne Türschwelle zurück auf Rhoetus, verfehlt diesen aber und erschlägt aus Versehen seinen Landsmann Cometes; Rhoetus tötet schließlich mit einem glühenden Ast den Charaxus; Rhoetus attackiert mit einem Feuerscheit Korythos, Euagros und Dryas; Rhoetus tötet den Korythos und den Euagros; Dryas wehrt sich und verletzt den Rhoetus mit einem glühenden Pfahl; Rhoetus flieht; die Kentauren Lykabas, Ornëus, Medon, Thaumas, Mermeros, Pholus, Melaneus, Abas, Astylos fliehen; Nessus flieht auf Rat des Sehers Astylos nicht und wird überleben; Dryas tötet „mit der Rechten“ die Kentauren Eurynomus, Lykidas, Areos, Imbreus und den Crenaeus; Phorbas tötet mit dem Speer den Kentauren Aphidas; Peirithoos tötet mit dem Speer die Kentauren Petraeus, Lykus, Chromis, Helops; Dictys flieht vor Peirithoos, stürzt auf einen spitzen Baumstumpf, wird durchbohrt und stirbt; Aphareus schleudert Felsbrocken, Theseus verletzt den Aphareus mit einem Eichenpfahl; Theseus reitet auf dem Bianor und tötet mit dem Eichenpfahl die Kentauren Bianor, Nedymnus, Lykopes, Hippasus, Ripheus, Thereus; Demoleon wirft Fichten auf Theseus, der geschickt ausweicht, zerfetzt aber mit einem Baum den Lapithen Krantor; Argonaut Peleus tötet den Demoleon mit dem Lanzenschaft, nachdem das Eisen des Speers steckenblieb; Peleus tötet die Kentauren Phlegraeus, Hyles, Iphinoos, Clanis; Nestor trifft den Dorylas am Kopf und Peleus gibt ihm mit dem Schwert den Rest; Kentaur Kyllarus stirbt von einem Speer ins Herz getroffen, der Werfer bleibt unbekannt; Kyllarus' Frau Hylonome stürzt sich vor Trauer in denselbigen und stirbt ebenfalls; Kentaur Phaecomes tötet mit einem Holzklotz den Tectaphus; Nestor tötet mit dem Schwert den Phaecomes; Teleboas verwundet den Nestor mit einem Spieß; Nestor tötet mit dem Schwert den Teleboas und Chthonios; Periphas erschlägt den Kentauren Pyretus; Ampyx tötet mit dem Speer den Kentauren Echecles; Macareus tötet den Kentauren Erigdubus mit einem Brecheisen; Kentaur Nessus tötet mit dem Jagdspeer den Cylemus; Mopsus tötet mit der Lanze den Kentauren Hodites; Kaineus tötet die Kentauren Antimachos, Bromos, Styphelos, Elymus, Pyrakmos; Kentaur Latreus tötet den Halesus und nimmt dessen Waffen; Latreus verhöhnt den unverwundbaren Kaineus/Kainis; Kaineus trifft mit dem Speer den Latreus und tötet ihn mit dem Schwert; andere Kentauren eilen herbei und versuchen den Kaineus mit den eisernen Waffen töten, was durch dessen Unverwundbarkeit misslingt, unter der Führung des Kentauren Monychos werfen sie daraufhin Felsen und Bäume auf Kaineus; Kaineus erstickt und verschwindet unter der Erde; nach Mopsus' Zeugnis verwandelt sich Kaineus in einen Vogel und fliegt davon; der Kampf geht noch weiter und Ovid lässt Nestor am Ende den Sieg verkünden: „Und nicht standen wir ab, den Zorn mit dem Eisen zu kühlen, / 535 bis teils Tod sie (die Kentauren) gerafft, teils Flucht und Nacht sie entzogen.“

### Von Valerius Flaccus bis Hyginus
Mit Ovid war alles gesagt und ausgemalt. Nach ihm gab es nur noch kleine Ergänzungen, einige Kuriositäten und Schwerpunktsetzungen:
„Mittendrin (im Kampfgeschehen) bettet Hippasus seinen Kopf in einem goldenen Pokal“ (Valerius Flaccus); „der Kentaur Lamios wurde, beim Ehebruch ertappt, getötet“ (Ptolemaios Chennos); die Rolle des Theseus wird hervorgehoben: „Theseus tötete viele von ihnen“ (Pseudo-Apollodorus), „ein Kampf, wobei ihnen (den Lapithen) Theseus die kräftigste Hilfe leistete“ (Plutarch); ein Kentaur raubte auf dem Hochzeitsfest sogar „einen blühenden Jüngling“ (Pausanias); die Niederlage der Kentauren war komplett, „durch sie (die Lapithen) gingen sie (die Kentauren) unter“ (Hyginus).

## Grund, Ursache, Anlass des Kampfs
Tieferliegender Grund: Die Kentauren begehren ihren Anteil am väterlichen Erbe (Diodor) und greifen deshalb die Lapithen an. Ursache und Wirkung: Die Lapithen bestrafen den Kentauren Eurytion, schneiden ihm Nase und Ohren ab, hierauf beginnt der Angriff der Kentauren (Homer). Anlass für den Ausbruch: Der allzu große Alkoholkonsum der Kentauren (Pindar) und ihr daraus resultierendes übermütiges Verhalten (Theognis) samt ihrer Vergewaltigungs- und Entführungsversuche führen auf der eigentlich friedlichen Hochzeitsfeier zum erneuten Ausbruch des schwelenden Konflikts (Ovid).

## Waffen, Wunden, Tod
Die Kentauren kämpfen mit Fäusten (Eurytion gegen Theseus), werfen die verschiedensten Gegenständen: Becher, Töpfe, Leuchter, Holzklötze, Latten, Äste, Bäume, Felsen und sogar einen Altar: „258 Gryneus … hob, mit dem Feuer drauf, den gewichtigen Altar, hob und warf ihn hinein in das dichte Gewühl der Lapithen, Broteas wurde zermalmt von der Wucht und Orius“ (Ovid). Die Lapithen und die Argonauten-Helden greifen anfangs auch auf diese „primitiven“ Waffen zurück: „235 Nah war gerade ein Krug … den … hebt der Aegide (Theseus) empor und wirft ins Gesicht ihn dem Gegner (Eurytion). Dem strömt klumpiges Blut und Gehirn und Wein aus der Wunde wie aus dem Mund, und er zappelt, gestreckt im befeuchteten Sande“ (Ovid) Sie kämpfen aber im weiteren Verlauf mit „richtigen“ Waffen, mit Schwertern, Lanzen und Speeren: „385 Und ich (Nestor) entsandte den Speer … fest an die Stirn anspießt ich die Hand … doch ihn (Dorylas) traf … Peleus näher als ich, mit dem Schwert in der Mitte des Bauches. Wild springt Dorylas auf und schleift sein Gedärm an der Erde. Tritt das geschleifte, zerreißt das getretene, wird mit den Beinen gar noch drinnen verstrickt und fällt mit geleeretem Bauche“ (Ovid). Solche Beschreibungen finden sich nur bei Ovid, die anderen Autoren halten sich hierbei auffallend zurück und reden nur vom Töten und Totschlagen: „Entrüstet über den Frevel (der Kentauren), schlugen Theseus und die Lapithen nicht wenige Derselben todt und verjagten die Uebrigen aus der Stadt.“ (Diodor)

## Kräfteverhältnis und Verluste
Die Kentauren sind in der Überzahl mit 61 namentlich genannten Kämpfern (die Kentaurenfrau Hylonome kämpft nicht), doch müssen sie große Verluste hinnehmen, 39 werden getötet (Hylonome begeht Suizid), 24 überleben und können fliehen. Die Lapithen sind mit 26 Kämpfern in der Unterzahl (die Lapithenfrau Hippodame kämpft nicht) 12 müssen ihr Leben lassen. Doch sie haben die tatkräftige Unterstützung der Argonauten-Helden, von denen keiner stirbt, und können die Schlacht für sich entscheiden. Auf beiden Seiten werden keine Gefangenen gemacht, es gibt im Kampf nur Tod oder Flucht.

## Interpretation
Die Kentauromachie symbolisierte den historischen Kampf der Griechen, mit dem sie sich von den „barbarischen“ Verwandten (Kentauren) ablösten und im Ergebnis ihre kulturelle Überlegenheit über ihre „barbarischen“ Nachbarn (Kentauren). Im 5. Jahrhundert v. Chr., in den Jahren nach den Perserkriegen, wurde die Schlacht als Parabel für den Sieg der Griechen über die Perser angesehen. „Gewiss mit Recht hat man vermutet, dass die sämtlichen dieser Epoche angehörigen großartigen Kentauromachieen … zu den denkwürdigen Kämpfen der Hellenen gegen die Barbaren gewissermaßen mythische Parallelen bilden sollten“ (Bruno Sauer, 1038). Im übertragenen Sinn symbolisiert die Kentauromachie den Kampf des Menschen mit seiner eigenen Doppelnatur (Kentaur), Menschsein gegen Tiersein, Vernunft und Intellekt gegen Triebhaftigkeit. Macchiavelli sah in dieser Doppelnatur etwas Positives für die Herrschenden (Fürsten), da das Vorbild „eines halb Thier- halb Menschenwesens nichts anderes besagen will, als daß der Fürst die eine wie die andere Natur zu brauchen wissen muß, und die eine ohne die andre nicht Halt hat“ (Der Fürst, Kapitel 18).

## Die Beteiligten
Sie bestehen aus drei Gruppen: Kentauren, 1 Kentaurin; Lapithen, 1 Lapithin; Argonauten. Unten ihre alphabetische Aufzählung mit Autoren (Ovid …) und Kurzinformationen zum Kampf: Tod (†) durch (Gegner), mit (Waffe), Flucht oder sonstige Aktivitäten.

### 63 Kentauren und 1 Kentaurin
Aus der Masse werden von den Autoren 64 namentlich herausgehoben, davon 55 bei Ovid, 7 bei Hesiod, 41 sterben (†), 14 fliehen.
1. Abas: Ovid; flieht.
2. Amycus (Amykos): Ovid; † durch Pelates, mit Tischbein, tötet vorher den Celadon mit einem Altarleuchter.
3. Antimachos: Ovid; † durch Kaineus; auf der Françoisvase: Lapith.
4. Aphareus: Ovid; wirft ein Felsstück auf Theseus, von diesem mit Eichenpfahl verletzt, flieht.
5. Aphidas (Apheidas): Ovid; † durch Phorbas, mit Speer, schleudert vorher einen Felsbrocken.
6. Areos: Ovid; † durch Dryas, mit der Rechten.
7. Arktos: Hesiod.
8. Asbolos: Hesiod, Françoisvase: Hasbolos.
9. Astylos: Ovid; flieht.
10. Bianor: Ovid; † durch Theseus, mit Eichenpfahl, während er auf ihm reitet.
11. Bromos: Ovid; † durch Kaineus.
12. Chromis: Ovid; † durch Peirithoos, mit Speer.
13. Chthonios: Ovid, † durch Nestor, mit Schwert.
14. Clanis: Ovid, V. Flaccus; † durch Peleus, mit Schwert.
15. Crenaeus: Ovid; † durch Dryas, mit der Rechten.
16. Demoleon: Ovid; † durch Peleus, mit der Lanze; erst verwundet mit der Eisenspitze, die steckenblieb, als Peleus den Schaft abriss, danach durch „beide Brüste“ durchbohrt; wirft vorher eine Fichte auf Theseus, tötet vorher den Krantor mit einer Fichte.
17. Dictys: Ovid; †, flieht vor Peirithoos und fällt auf spitzen Baumstumpf.
18. Dorylas: Ovid; † durch Peleus, mit Schwert, von Nestor mit dem Speer am Kopf verwundet.
19. Dryalos: Hesiod.
20. Echeklos (Echeclus): Ovid; † durch Ampyx, mit Speer.
21. Elymus: Ovid; † durch Kaineus.
22. Erigdupus: Ovid; † durch Macareus, mit Brecheisen.
23. Eurynomos: Ovid; † durch Dryas, mit der Rechten.
24. Eurytion (Eurytus): Homer, Ovid, Pausanias; † durch Theseus, mit Krug, schlägt vorher Theseus mit der Faust auf die Brust, sein übergriffiges Verhalten und schlechtes Benehmen löst den Kentaurenkampf aus.
25. Gryneus: Ovid; † durch Exadius, mit einem Hirschgeweih, tötet vorher den Broteas, Orius mit dem Altarstein.
26. Helops: Ovid; † durch Peirithoos, mit Speer.
27. Hippasus (Hippasos): Ovid, V. Flaccus; † durch Theseus, mit Eichenpfahl.
28. Hodites (Odites): Ovid; † durch von Mopsus, mit Lanze.
29. Hylaios (Hyläus): Vergil; wohl identisch mit dem folgenden Hyles.[4]
30. Hyles: Ovid; † durch Peleus, mit Lanze; wohl identisch mit dem vorherigen Hylaios.[4]
31. Hylonome: Ovid; †, mit Speer, Freitod der Kentaurin nach dem Tod ihres Gatten Kyllarus.
32. Imbreus: Ovid; † durch Dryas, mit der Rechten.
33. Iphinoos: Ovid, † durch Peleus, mit Schwert.
34. Kyllarus (Cyllarus): Ovid; †, mit Speer unbekannter Herkunft.
35. Lamios: Chennos; † durch Peirithoos oder Theseus.
36. Latreus: Ovid; † durch Kaineus, mit Speer, tötet vorher den Halesus.
37. Lykabas: Ovid; flieht.
38. Lykidas: Ovid; † durch Dryas, mit der Rechten.
39. Lykos (Lycus): Ovid; † durch Peirithoos, mit Speer.
40. Lykotas (Lycopes): Ovid; † durch Theseus, mit Eichenpfahl.
41. Medon: Ovid; flieht.
42. Melaneus: Ovid; flieht.
43. Mermeros: Ovid; flieht.
44. Mimas (Melanchaites): Hesiod, Françoisevase.
45. Monychos: Ovid, V. Flaccus; unter seiner Führung wird Kaineus von den Kentauren unter Bäumen lebendig begraben, flieht, Nestor reitet auf ihm.
46. Nedymnus: Ovid, † durch Theseus, mit Eichenpfahl.
47. Nessus (Nessos), Ovid, V. Flaccus; flieht auf Rat des Sehers Stylos nicht: „du bleibst ja bewahrt für Herkules' Bogen“, tötet den Cylemus mit dem Speer.
48. Orneios: Ovid; flieht.
49. Oureios (Ureios): Hesiod.
50. Perimedes: Hesiod.
51. Petraeus: Françoisvase, Hesiod, Ovid; † durch Peirithoos, mit Speer.
52. Phaeocomes: Ovid; † durch Nestor, mit Schwert, tötet den Tectaphus mit einem Holzklotz.
53. Phlegraios: Ovid; † durch Peleus, mit Lanze.
54. Pholus: Vergil, Ovid; flieht.
55. Pisenor: Ovid; flieht.
56. Pyrakmos: Ovid; † durch Kaineus.
57. Pyretos: Ovid; † durch Nestor.
58. Pyrrhos: Françoisvase; †
59. Rhoetus: V. Flaccus, Ovid, Vergil; wird von Dryas mit einem glühenden Pfahl verletzt, verletzt mit einem glühenden Holzscheit den Charaxus; tötet mit einem glühenden Ast den Corythus, Dryas, Euagros; flieht.
60. Ripheus: Ovid; † durch Theseus, mit Eichenpfahl.
61. Styphelos: Ovid; † durch Kaineus.
62. Teleboas: Ovid; † durch Nestor, mit Schwert, verletzt den Nestor mit einem Spieß.
63. Thaumas: Ovid; flieht.
64. Thereus: Ovid; † durch Theseus, mit Eichenpfahl.

### 29 Lapithen und 1 Lapithin
Von der Masse werden von den Autoren 27 namentlich herausgehoben, 22 bei Ovid, 8 bei Hesiod, 12 sterben.
1. Actor: V. Flaccus; wird von Clanis mit einem brennenden Holzscheit attackiert.
2. Ampyx: Ovid; tötet mit dem Speer den Echecles.
3. Antimachos: Françoisvase; bei Ovid: Kentaur.
4. Broteas: Ovid; † von Gryneus, mit Altarstein.
5. Charaxos: Ovid; † durch Rhoetus, mit Ast.
6. Cometes: Ovid; † durch Charaxus, mit Steinschwelle aus Versehen, verfehlte mit dem Wurf den Rhoetus.
7. Cymelus: Ovid; † durch Nessus, mit Speer.
8. Dryas: Hesiod, Homer, Ovid; verwundet den Rhoetus mit Pfahl, tötet den Areos, Crenaeus, Eurynomus, Imbreus, Lycidas mit „der Rechten“ (Ovid).
9. Euagros: Ovid; † durch Rhoetus, mit einem Holzscheit.
10. Exadius: Hesiod, Homer, Ovid; tötet den Gryneus mit einem Hirschgeweih.
11. Halesus: Ovid; † durch Latreus.
12. Hippodame: Apollodorus, Diodor, V. Flaccus, Homer, Hyginus, Ovid, Plutarch, Properz; Braut des Peirithoos, wird von Theseus aus der Gewalt des Eurytion befreit.
13. Hopleus: Hesiod.
14. Hoplon: Françoisvase; identisch mit Hopleus, siehe dort.
15. Hoplos: rotfiguriger Krater[5]; identisch mit Hopleus, siehe dort.
16. Kaineus (Kainis): Apollodorus, Apollonius, Hesiod, Homer, Hyginus, Ovid, Pindar; † durch Kentaurengruppe unter Führung des Monychus, unter Bäumen lebendig begraben; tötet mit Schwert den Latreus und, Waffe unbekannt, den Antimachos, Bromos, Elymus, Pyrakmos, Styphelos.
17. Keladon (Celadon): Ovid; † durch Amycus, mit Altarleuchter.
18. Korithos (Corythus): Ovid; † durch Rhoetus, mit Holzscheit.
19. Krantor (Crantor): Ovid; nach Ovid ein Doloper, Waffenträger des Peleus; † durch Demoleon, mit Fichte.
20. Makareus: Ovid; tötet mit dem Brecheisen den Erigdupus.
21. Mopsos: Ovid, Hesiod; tötet den Hodites mit Lanze.
22. Orius (Oreios): Ovid; † durch Gryneus, mit Altarstein.
23. Pirithous (Peirithoos): Apollodorus, Chennos, Diodor, Hesiod, Homer, Hyginus, Ovid, Pausanias, Plutarch, Strabon; tötet mit dem Speer den Chromis, Helops, Lycus, Petraeus; Dictys flieht vor ihm, stürzt auf Baumstumpf und wird durchbohrt.
24. Pelates: Ovid; tötet den Amycus.
25. Periphas: Ovid; erschlägt den Pyretus.
26. Phaleros (Faleros): Hesiod.
27. Phorbas: Ovid; tötet mit dem Speer den Aphidas.
28. Polyphemos (Polyphemus): Homer, Apollonius.
29. Prolochos: Hesiod.
30. Tectaphus (Tektaphos): Ovid; † durch Phaecomes, mit Holzklotz.

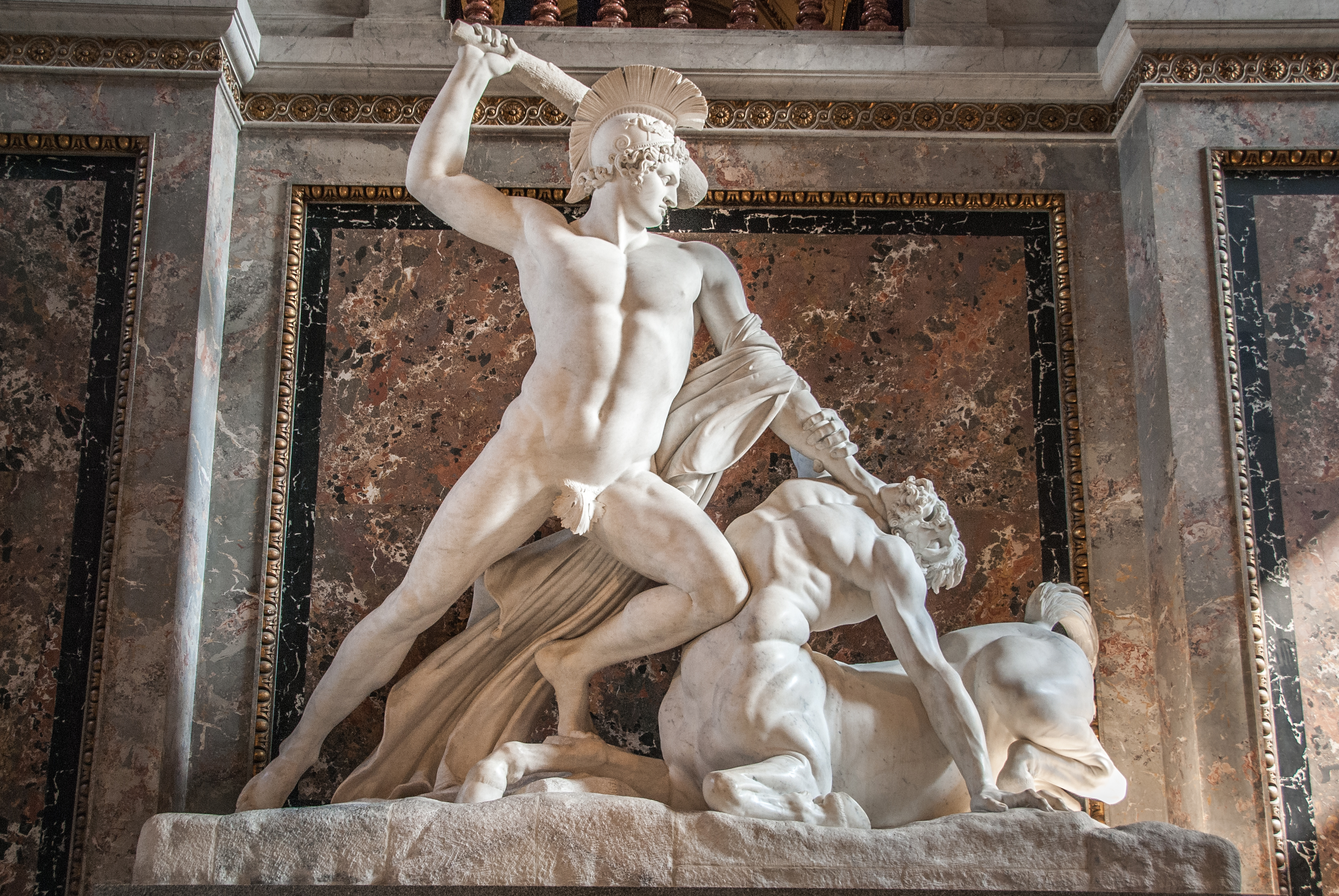
Antonio Canova: Theseus besiegt den Kentaur

31. Therandros: Françoisvase.

### 4 Argonauten
Die lapithischen Argonauten (Kaineus, Mopsus, Peirithoos, Phaleros, Polyphemos) sind oben bei den Lapithen aufgeführt. Dazu kommen vier Argonauten-Helden, die die Lapithen unterstützen. Alle überleben, nur Nestor wird verletzt.
1. Aeson (Aison): V. Flaccus; kämpft wütend mit dem Schwert.
2. Nestor: V. Flaccus, Homer, Ovid; verletzt mit dem Speer den DORYLAS, tötet mit dem Schwert den Chthonios, Phaecomes, Teleboas; wird verwundet (Narbe!) durch den Spieß des Teleboas, reitet auf dem Monychus.
3. Peleus: V. Flaccus, Ovid; tötet den Demoleon mit Lanzenschaft, tötet den Clanis, Dorylas, Hyles, Iphinoos, Phlegraeus. Nach Ovid wird Peleus von dem Doloper Krantor begleitet, auch oben unter Lapithen aufgelistet.
4. Theseus: Apollodorus, Chennos, Diodor, Hesiod, Homer, Ovid, Pausanias, Plutarch; befreit Hippodame, bekommt von Eurytion einen Faustschlag auf die Brust, tötet diesen mit einem Krug; verletzt den Aphareus mit Eichenpfahl; reitet auf dem Bianor und tötet den Bianor, Hippasus, Lykope, Nedymus, Ripheus, Thereus mit Eichenpfahl.

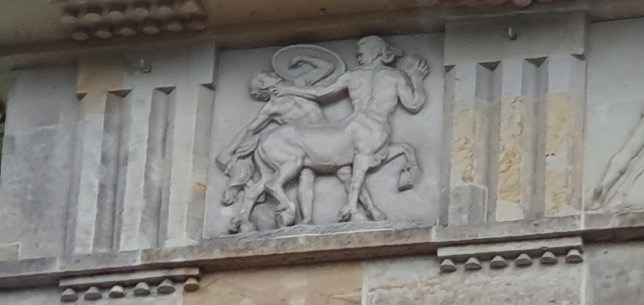
Brandenburger Tor (Berlin)

## Rezeption/Bildende Kunst
Die Kentauromachie wurde sehr oft in der bildenden Kunst dargestellt, Tempel, Vasen, Skulpturen, Reliefs, Malerei u. a.
- Brandenburger Tor (Berlin): 16 Sandsteinreliefs, Kampfszenen; siehe Literatur, Kammel.
- Françoisvase, siehe unten Quellen.
- Goethedenkmal in Franzensbad: Marmorrelief mit Eurytion, Hippodameia und Theseus.
- Michelangelo: Marmorrelief, Schlachtszene.
- Parthenon-Tempel (Athen): Metopenreliefs an der Südseite des Tempels, Kampfszenen.
- Zeustempel (Olympia): Westgiebel mit Marmorskulpturen, Hochzeit und Kampfszenen.

## Quellen

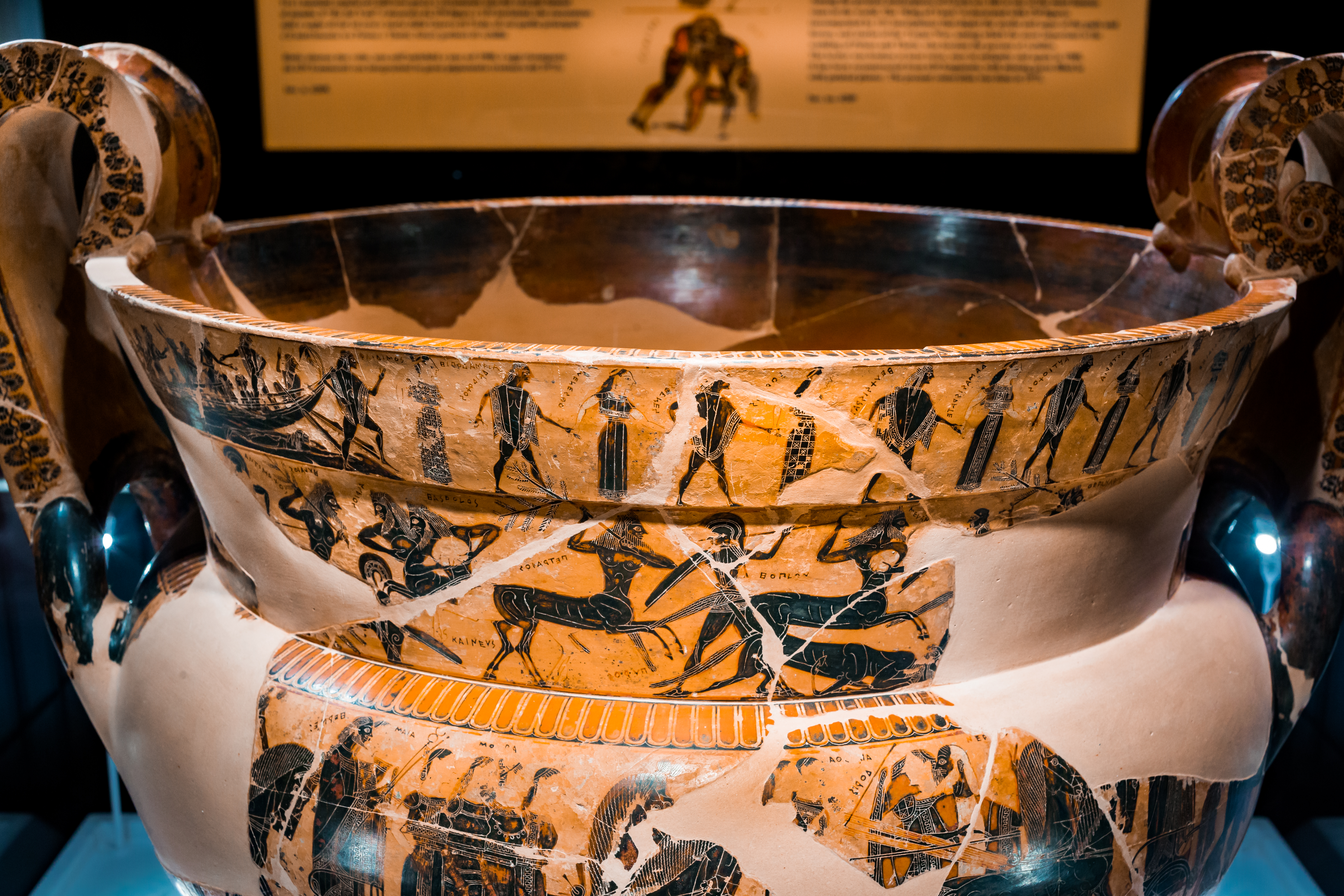
Auf der Vase: Kentauromachie mit Namen.